# Brachionus ibericus
Brachionus ibericus är en hjuldjursart som beskrevs av Ciros-Peréz, Gómez och Luis Serra 200. Brachionus ibericus ingår i släktet Brachionus och familjen Brachionidae. Inga underarter finns listade i Catalogue of Life.